# The Northern Road
The Northern Road ist eine Stadtautobahn im Westen von Sydney im Osten des australischen Bundesstaates New South Wales. Sie verbindet die Narellan Road und den Camden Valley Way in Narellan mit der Windsor Road, dem Hawkesbury Valley Way und der Putty Road in Windsor. Zusammen mit der (kürzeren) Narellan Road bildet sie eine äußere, westliche Spange um den Großraum Sydney von Campbelltown bis nach Windsor.

## Geschichte
Im Dezember 1998 wurde die vierspurige Straße eröffnet und ersetzte die Staatsstraße 69 auf gleicher Strecke. Zusammen mit dem Southern Freeway (R1), der Appin Road (S69) der Narellan Road (Met-9) und der Putty Road (S69) bildet sie eine westliche Umfahrung des Großraums Sydney von Wollongong bis nach Singleton.

## Verlauf
In Narellan bildet The Northern Road die Fortsetzung der Narellan Road (Met 9) nach Nordwesten. Bei Luddenham zweigen nach Osten der Elizabeth Drive Richtung Cecil Park (Sydney) und nach Westen die Park Road Richtung Wallacia ab. Die Northern Road wendet sich nach Norden. In South Penrith kreuzt der Western Motorway (Met 4) und gleich anschließend, in Kingswood, der parallel verlaufende Great Western Highway (S44).
In Llandilo wendet sich The Northern Road nach Nordosten, während die Londonderry Road nach Norden bis nach Richmond weiterführt. Anschließend bildet die Straße die Nordwestgrenze des Castlereagh Nature Reserve, eines staatlichen Naturschutzgebietes. Bei Bligh Park streift sie die westliche Spitze des Windsor Downs Nature Reserve, eines weiteren staatlichen Naturschutzgebietes, die Blacktown Road (S63) zweigt nach Nordwesten Richtung Richmond ab und die Richmond Road (S63) nach Südosten, Richtung Oakhurst (Sydney).
Wenig später ist Windsor erreicht. Dort zweigt zuerst der Hawkesbury Valley Way (S40) nach Westen, Richtung Richmond, ab. Ein paar Kilometer weiter endet The Northern Road an der Windsor Road (Met 2 / S40) und ihrer Fortsetzung, der Putty Road (S69).

## Bedeutung
The Northern Road verbindet den Western Motorway, an dem weiter stadteinwärts das Olympiagelände aus dem Jahre 2000 liegt, mit dem Internationalen Regattazentrum in Castlereagh.